# Björnmosslöpare
Björnmosslöpare (Miscodera arctica) är en skalbaggsart som beskrevs av Gustaf von Paykull. Björnmosslöpare ingår i släktet Miscodera och familjen jordlöpare. Arten är reproducerande i Sverige. Inga underarter finns listade i Catalogue of Life.